# Карлстад (аеропорт)
Аеропорт Карлстад швед. Karlstads flygplats (IATA: KSD, ICAO: ESOK) розташований за 16 км від центру міста Карлстад у Швеції.

## Авіалінії та напрямки
| Авіакомпанія      | Пункт призначення                                       |
| ----------------- | ------------------------------------------------------- |
| Sunclass Airlines | Сезонний чартер: Гран-Канарія, Пальма-де-Майорка, Родос |
| TUI fly Nordic    | Сезонний чартер: Крабі, Пхукет                          |

## Пасажирообіг
Див. джерело запитів Вікіданих та джерела.